# Heinrich-von-Kleist-Schule (Eschborn)
Die Heinrich-von-Kleist-Schule ist eine kooperative Gesamtschule mit gymnasialer Oberstufe in der hessischen Stadt Eschborn im Main-Taunus-Kreis. Sie wird von etwa 1500 Schülern besucht.

## Geschichte
Die Geschichte des Schulbetriebs in Eschborn geht auf das Jahr 1650 zurück. Die Gemeinde Eschborn verfügte damals über kein eigenes Schulhaus, sondern der Unterricht wurde in der Privatwohnung des Lehrers gehalten. Ein eigenes Schulhaus mit einem Klassenzimmer und einer Lehrerwohnung an der heutigen Obertorstraße 21 wird erstmals für das Jahr 1699 erwähnt. 1772 unterrichtete der einzige Lehrer 40 Schüler. 1817 musste das Schulhaus erweitert werden und wurde von 108 Schülern besucht. 1844 besuchten bereits 148 Schüler die Schule, wobei das Rathaus der Gemeinde als zweiter Klassenraum für die Unterstufe diente. Um die dadurch entstehenden Platzprobleme zu lösen, beschloss der Bürgermeister der damaligen Gemeinde, beim ohnehin geplanten Neubau des Rathauses auch mehrere Schulräume vorzusehen. Das Rathaus entstand in der heutigen Hauptstraße 14 auf dem Gelände des alten Friedhofs von Eschborn, wofür 78 Leichen umgebettet werden mussten. Es wurde 1847 fertiggestellt und beinhaltete neben dem Amtssitz des Bürgermeisters auch zwei große Klassensäle sowie eine Lehrerwohnung.
Da auch diese Räumlichkeiten bald nicht mehr ausreichten, wurde 1902 die Jahnschule in der heutigen Jahnstraße 3 eröffnet, mit zwei Klassensälen und zwei Lehrerwohnungen. 1914 wurde die Schule um zwei weitere Klassensäle sowie ein Volksbad im Keller erweitert, in den Jahren 1951 bis 1953 nochmals um zwei weitere Klassenräume.
Nach dem Zweiten Weltkrieg zogen zahlreiche Heimatvertriebene nach Eschborn und die Zahl der Schüler stieg sprunghaft an, sodass bald auch die Räumlichkeiten der Jahnschule nicht mehr ausreichten. 1964 besuchten 363 Kinder die Schule, zwölf Klassen mussten im Schichtunterricht in sechs Klassenräumen unterrichtet werden, wobei auch das evangelische Gemeindehaus und der Keller der Turnhalle in Anspruch genommen werden mussten.
Um die Platzprobleme zu lösen, sollte eine neue, große Volksschule mit 24 Klassenräumen gebaut werden. Der Grundstein für die neue Schule an der Pestalozzistraße nördlich von Eschborn wurde am 2. November 1963 gelegt. Am 20. August 1965 konnte die neue Volksschule feierlich eröffnet werden. Sie wurde, nach dem Ritter Hartmut von Kronberg, unter dem Namen Hartmutschule geweiht.
Im Jahr 1972 wurde von dieser Schule die Sekundarstufe abgespalten und als Heinrich-von-Kleist-Schule in die Trägerschaft des Main-Taunus-Kreises überführt; die Hartmutschule ist seitdem eine reine Grundschule. Zunächst als Haupt- und Realschule geführt, wurde die Schule 1974 um einen Gymnasialzweig erweitert. Seit 2003 besteht an der Heinrich-von-Kleist-Schule eine gymnasiale Oberstufe und damit die Möglichkeit, das Abitur zu absolvieren. 2022 feierte die Schule ihr 50-jähriges Bestehen.